# یواس‌اس کابل (ای‌کی-۱۶۶)
یواس‌اس کابل (ای‌کی-۱۶۶) (به انگلیسی: USS Cabell (AK-166)) یک کشتی بود که طول آن ۳۸۸ فوت ۸ اینچ (۱۱۸٫۴۷ متر) بود. این کشتی در سال ۱۹۴۴ ساخته شد.